# 渋民村 (岩手県東磐井郡)
渋民村（しぶたみむら）は、昭和30年（1955年）まで岩手県東磐井郡にあった村。現在の一関市大東町渋民・大東町曽慶にあたる。

## 沿革
- 明治8年（1875年）10月17日 - 水沢県による村落統合にともない、渋民村と曽慶村が合併して渋民村となる。
- 明治22年（1889年）4月1日 - 町村制施行にともない、渋民村単独で村制施行。
- 昭和30年（1955年）4月1日 - 大原町・摺沢町・興田村・猿沢村と合併し、大東町となる。

## 行政
- 歴代村長

| 代     | 氏名       | 就任                       | 退任                       | 備考 |
| ------ | ---------- | -------------------------- | -------------------------- | ---- |
| 1      | 及川集助   | 明治22年（1889年）         | 明治24年（1891年）         |      |
| 2      | 足利善七郎 | 明治24年（1891年）         | 明治28年（1895年）         |      |
| 3      | 芦祥平     | 明治28年（1895年）         | 明治32年（1899年）         |      |
| 4      | 足利善七郎 | 明治32年（1899年）         | 明治36年（1903年）         | 再任 |
| 5      | 芦祥平     | 明治36年（1903年）         | 明治39年（1906年）         | 再任 |
| 6〜7   | 及川右七郎 | 明治39年（1906年）5月22日  | 大正3年（1914年）5月21日   |      |
| 8      | 岩淵篁雄   | 大正4年（1915年）8月6日    | 大正8年（1919年）8月5日    |      |
| 9〜11  | 菊池長四郎 | 大正8年（1919年）9月4日    | 昭和5年（1930年）2月28日   |      |
| 12〜13 | 佐藤市太郎 | 昭和5年（1930年）3月15日   | 昭和10年（1935年）8月18日  |      |
| 14     | 菅原文治   | 昭和10年（1935年）8月18日  | 昭和11年（1936年）3月12日  |      |
| 15     | 岩淵篁雄   | 昭和11年（1936年）5月21日  | 昭和15年（1940年）5月20日  | 再任 |
| 16     | 菅原由吉   | 昭和15年（1940年）8月26日  | 昭和18年（1943年）8月25日  |      |
| 17     | 岩淵長兵衛 | 昭和19年（1944年）10月21日 | 昭和21年（1946年）11月23日 |      |
| 18     | 岩淵房治   | 昭和22年（1947年）4月10日  | 昭和26年（1951年）4月9日   |      |
| 19     | 足野栄三郎 | 昭和26年（1951年）5月1日   | 昭和29年（1954年）1月20日  |      |
| 20     | 芦育平     | 昭和29年（1954年）2月27日  | 昭和30年（1955年）3月31日  |      |